# Kingsley (Oregon)
Kingsley az Amerikai Egyesült Államok északnyugati részén, Oregon állam Wasco megyéjében elhelyezkedő önkormányzat nélküli település.
A helységet 1878-ban nevezte el E. M. Wilson Charles Kingsleyről, mert tetszett neki Westward Ho! című regénye.

## Fordítás
- Ez a szócikk részben vagy egészben  a   Kingsley, Oregon című angol Wikipédia-szócikk ezen változatának fordításán alapul.  Az eredeti cikk szerkesztőit annak laptörténete sorolja fel. Ez a jelzés csupán a megfogalmazás eredetét és a szerzői jogokat jelzi, nem szolgál a cikkben szereplő információk forrásmegjelöléseként.